# Чудеса (приток Пянды)
Чудеса (в верхнем течении — Паница) — река в Архангельской области России, протекает по территории Виноградовского района. Устье реки находится в 4 км по левому берегу реки Пянды. Длина реки составляет 24 км.

## Данные водного реестра
По данным государственного водного реестра России относится к Двинско-Печорскому бассейновому округу, водохозяйственный участок реки — Северная Двина от впадения реки Вага и до устья, без реки Пинега, речной подбассейн реки — Северная Двина ниже места слияния Вычегды и Малой Северной Двины. Речной бассейн реки — Северная Двина.
Код объекта в государственном водном реестре — 03020300412103000032679.